# Bufo juxtasper
Bufo juxtasper là một loài cóc thuộc họ Bufonidae.
Loài này có ở Brunei, Indonesia, và Malaysia.
Môi trường sống tự nhiên của chúng là rừng ẩm vùng đất thấp nhiệt đới hoặc cận nhiệt đới, vùng núi ẩm nhiệt đới hoặc cận nhiệt đới, sông ngòi, và các đồn điền.

## Hình ảnh

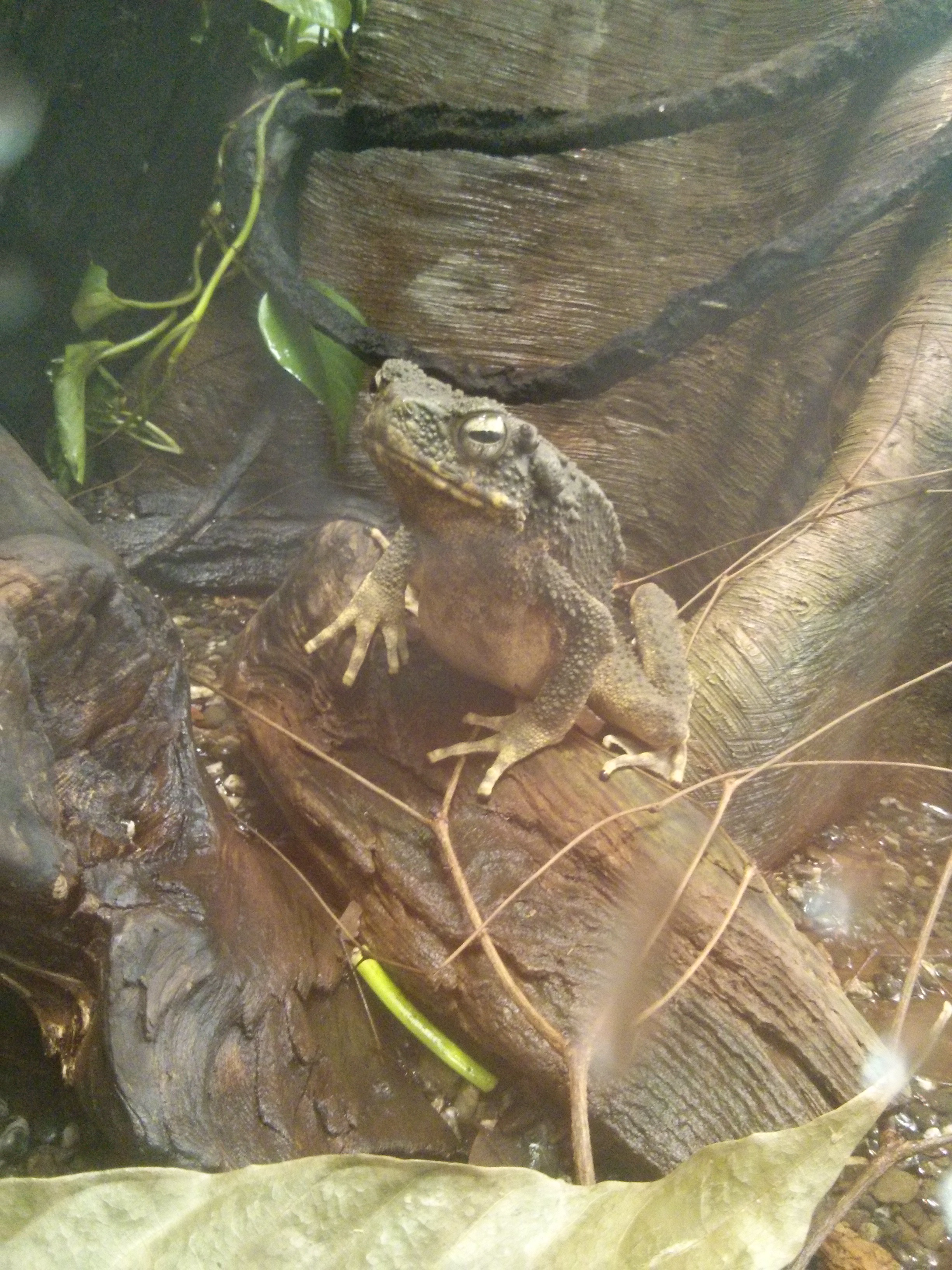
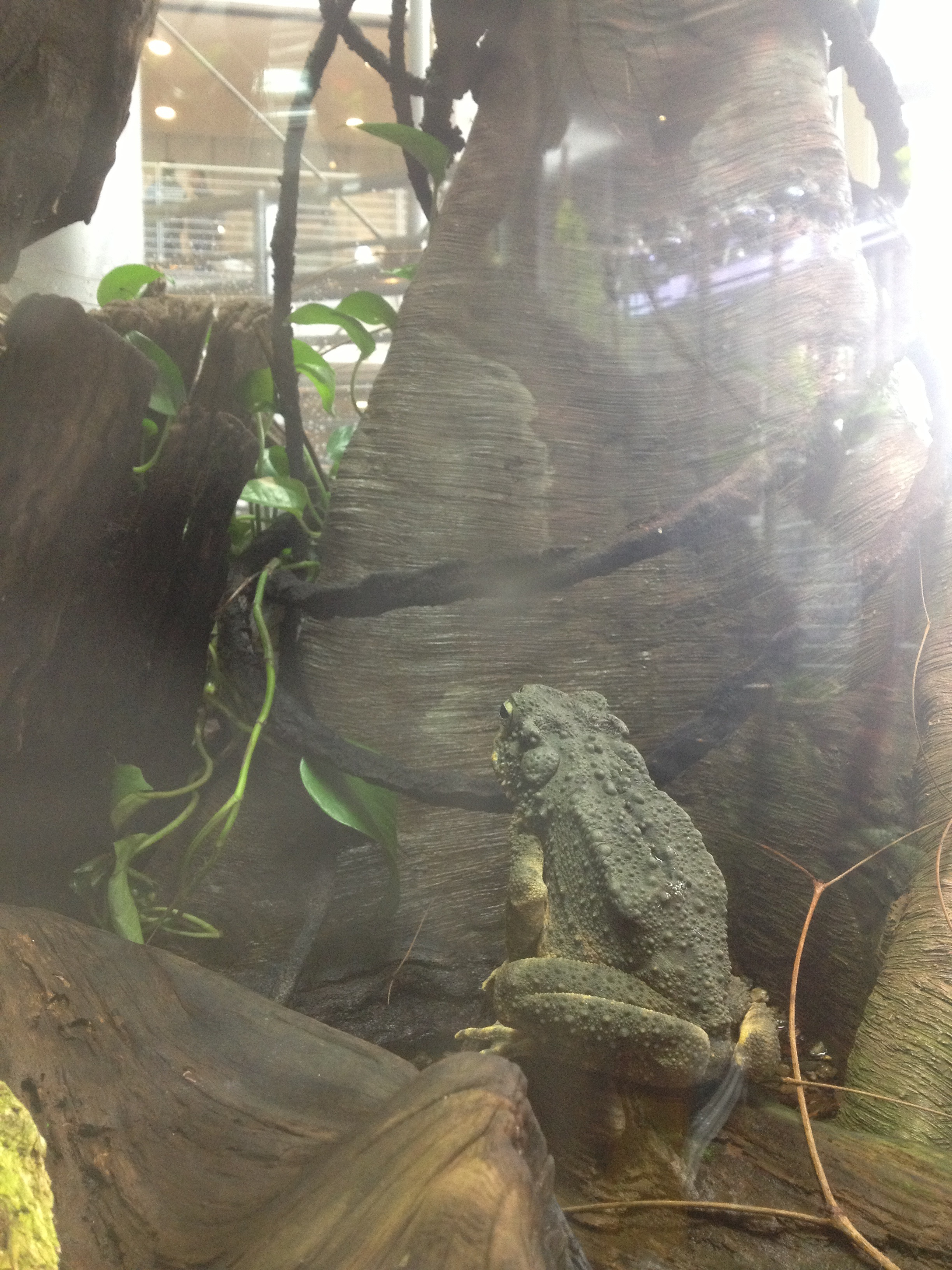
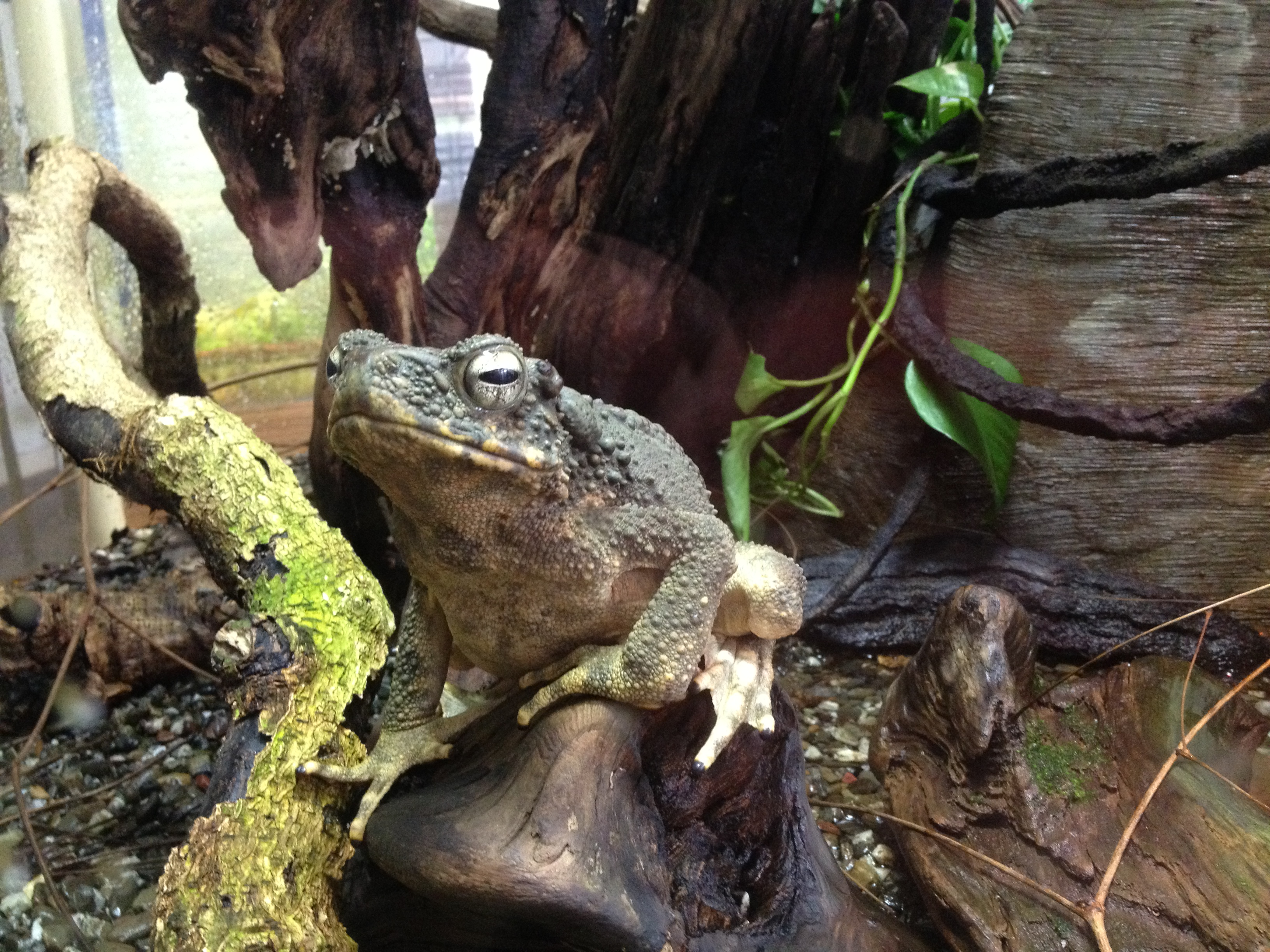